# エリオジクチオール
エリオジクチオール（Eriodictyol）とは、イエルバサンタ（Eriodictyon californicum）という植物から抽出された、フラバノンの1種である。この物質は、味覚修飾物質（味覚を狂わせる作用をもった物質）であることが知られている。

## 概要
エリオジクチオールは、シムライズ社に所属する科学者によって、アメリカ州に育つイエルバサンタから抽出されて同定された、味覚を修飾する性質を持った4つの物質のうちの1つである。なお、その他の3つは、ホモエリオジクチオールとそのナトリウム塩、ステルビンである

。
以上4つの物質は、いずれも味覚を一時的に変える作用、具体的には、ヒトに対して苦味遮蔽効果（苦味を感じにくくする作用）を持っている

。
ただし、エリオジクチオールの苦味遮蔽効果は、ホモエリオジクチオールのナトリウム塩の苦味遮蔽効果よりも小さい。
また、エリオジクチオールはイエルバサンタから抽出された物質だと述べたが、イエルバサンタ以外の植物にも含有されている。例えば、マメ科のMillettia duchesneiの小枝

、
レモンといった植物である。さらに、エリオジクチオールの配糖体の1つは、ローズヒップからも発見されている

。

## その他の味覚修飾物質
エリオジクチオールの構造とホモエリオジクチオールの構造とを比較したことにより、2,4-ジヒドロキシベンゼン酸バニリルアミドにも苦味遮蔽効果が見い出された。0.1g/Lで、このバニリン誘導体は、0.5g/Lのカフェイン水溶液の苦味を30%減らすことができた

。

## 配糖体
- エリオシトリン (7-O-ルチノシド)
- ネオエリオシトリン（英語版） (7-O-ネオヘスペリドシド)